# Glenea sikkimensis
Glenea sikkimensis là một loài bọ cánh cứng trong họ Cerambycidae.